# Tribu (nadius dels EUA)
Als Estats Units, una tribu de nadius americans, nació tribal o nació és una tribu, banda, grup o nació existent o històrica, o un altre grup o comunitat d'amerindis dels Estats Units. Les formes modernes d'aquestes entitats s'associen sovint amb la terra o el territori d'una reserva.
Generalment una tribu nadiua estatunidenca reconeguda pel govern dels Estats Units posseeix sobirania tribal, amb estatut de "nació sobirana dependent" amb el Govern Federal que és similar a la d'un estat en algunes situacions i la d'una nació en altres. Depenent de les circumstàncies històriques de reconeixement el grau d'autonomia i sobirania varia una mica d'una nació tribal a una altra.

## Definició legal als Estats Units
El terme es defineix als Estats Units per alguns governs federals amb fins d'incloure només les tribus que són reconegudes a nivell federal per la Bureau of Indian Affairs, establerta en virtut de l'Alaska Native Claims Settlement Act [43 USC 1601 et seq]. Aquestes tribus, incloent les viles nadiues d'Alaska o corporacions regionals i locals reconegudes com a tals, són conegudes com a "tribus reconegudes a nivell federal", i són elegibles per als programes i serveis especials prestats pels Estats Units. El govern federal dels EUA manté una llista de membres "inscrits" d'aquestes tribus.
Algunes tribus, com els chippewa Little Shell, no gaudeixen de reconeixement federal, però han estat reconegudes a nivell estatal amb procediments definits per diversos estats, i sense tenir en compte el reconeixement federal. Altres tribus no són reconegudes perquè ja no existeixen com a grup organitzat o perquè no han completat el procés de certificació establert per les entitats del govern en qüestió.
Algunes tribus són federacions d'altres tribus, formades pel govern federal dels EUA o per un tractat amb el govern dels EUA pel que se li assignava a les reserves. Per exemple, 19 tribus que existien en 1872 es van combinar aleshores per formar les Tribus Confederades Colville, que ara és l'única tribu inscrita pel govern federal que ocupa la reserva índia Colville a l'estat de Washington.

## Altres usos
El significat internacional de la paraula tribu és un poble organitzat que no forma un govern d'estat nació i els membres de la qual solen reclamar descendència d'un fundador comú. En aquest context, una nació pot comprendre diverses tribus. Cruament, una nació parla una llengua, però, tanmateix està concebuda de manera que mentre que les seves tribus poden o no poden parlar diversos dialectes d'aquest idioma. No obstant això, als Estats Units la paraula "tribu" ha estat durant molt de temps utilitzat per a qualsevol grup tribal, tan si són tribus o nacions de tribus. Per tant, en aquest context, la paraula "banda" s'utilitza sovint per al concepte tradicional d'una tribu.
Endemés del seu estatut com a entitat legal, la tribu té altres aspectes polítics, socials i històrics. El terme també és usat per a referir-se a diversos grups de nadius americans units amb propòsits socials, polítics o religiosos, incloent-ne descendents de membres d'aquests grups. Les tribus es caracteritzen per un territori distintiu i una llengua o dialecte comú. Altres característiques comunes són la cultura i l'etnicitat.
Les tribus són susceptibles a la superposició de definició externa i interna. Mentre que els forasters fan servir les seves pròpies definicions del que és una tribu i qui n'és membre depenent de la finalitat, les tribus poden tenir la seva pròpia definició d'identitat i pertinença. En la mesura que moltes tribus són reconegudes com a nacions sobiranes els Estats Units reconeixen alguns drets de tribu limitats per decidir-ne la pertinença per llurs propis criteris.

## "Indi"
La paraula "indian" és el terme legal utilitzat pel Govern dels EUA per referir-se als amerindis dels Estats Units, però fora del context legal hi ha controvèrsia sobre si és la terminologia més adequada, encara que la paraula és sovint inclosa en el mateix nom de les diverses tribus, no sempre per elecció. Mentre que alguns nadius se senten còmodes amb la paraula "indi", altres no. De vegades prefereixen termes com ara "poble nadiu" o "nadius americans", i el terme "Primeres Nacions" s'utilitza per a definir les nacions tribals al Canadà.